# Norbert Werbs
Norbert Werbs, né le 20 mai 1940 à Warnemünde et mort le 3 janvier 2023 à Neubrandenbourg (Mecklembourg-Poméranie-Occidentale), est un prélat catholique allemand, évêque auxiliaire de Schwerin (de) de 1981 à 1994, puis de Hambourg jusqu'en mai 2015.

## Biographie
Né à Warnemünde au nord de Rostock, Norbert Werbs étudie la théologie catholique au séminaire d'Erfurt (de). Il est ordonné prêtre le 1er juillet 1964, à Rostock. Il devient alors aumônier à Neubrandenburg jusqu'en 1966. La même année, il commence des études en philosophie et en théologie à Erfurt. En 1972, il devient aumônier à Parchim et, en 1975, il est nommé curé de Neubrandenburg.
Le 7 janvier 1981, il est nommé évêque titulaire d'Amaura (de) et évêque auxiliaire à Schwerin par le pape Jean-Paul II. Il est consacré le 25 mars suivant par Mgr Heinrich Theissing (de), en l'église du Sacré-Cœur de Rostock (de).
De 1983 à 1990, il exerce la charge de président de « Caritas Mecklembourg ». Le 31 mars 1992, il est nommé administrateur apostolique du diocèse de Schwerin. En 1994, le diocèse de Schwerin est incorporé dans l'archidiocèse de Hambourg dont il devient alors évêque auxiliaire. Il est alors nommé, en 1995, responsable de la pastorale des jeunes et des problèmes liés à l'école ainsi que président de la liturgie et de la commission musicale et vicaire épiscopal de l'archidiocèse de Hambourg.
Le 20 mai 2015, le pape François accepte sa démission pour limite d'âge, conformément aux articles 400 et 401 du code de droit canonique.